# Ironman 70.3 Yeppoon

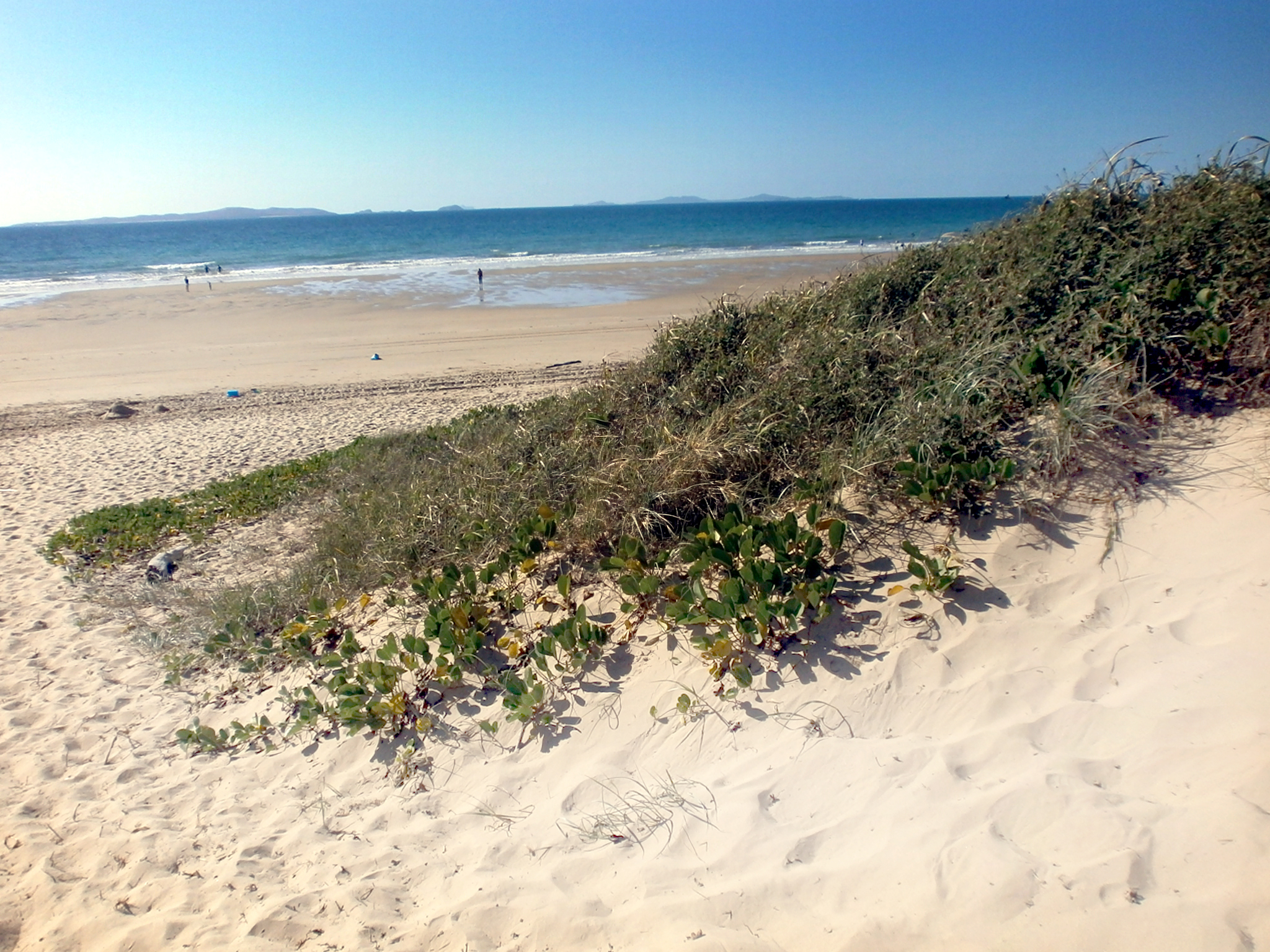
Schwimmstart des Ironman 70.3 Yeppoon

Der Ironman 70.3 Yeppoon war eine australische Triathlon-Veranstaltung und wurde von 2011 bis 2013 ausgetragen.

## Organisation
Dieses Rennen der Ironman-70.3-Serie an der Capricorn Coast wurde seit 2000 als „Capricorn Half“ in Yeppoon ausgetragen und wurde am 14. August 2011 erstmals unter der Ironman-Lizenz ausgetragen. Es bot 25 Qualifikationsplätze für einen Start bei der 70.3-Weltmeisterschaft.
Die Veranstaltung fand rund um das „Mercure Capricorn Resort“ statt. Der Schwimmstart war am Strand und das Radfahren fand auf der Zufahrtsstraße des Resorts statt. Der Lauf führte mehrfach um das Resort und der Zieleinlauf lag an der Poollandschaft.
Die Teilnehmerzahl lag im Schnitt bei 500 Athleten.
Für 2014 wurde keine weitere Austragung dieses Rennens mehr angekündigt.

## Siegerliste

### Ironman 70.3 Yeppoon
| Datum/Jahr    | Männer         | Männer        | Männer           | Frauen        | Frauen        | Frauen         |
| Datum/Jahr    | Erster Platz   | Zweiter Platz | Dritter Platz    | Erster Platz  | Zweiter Platz | Dritter Platz  |
| ------------- | -------------- | ------------- | ---------------- | ------------- | ------------- | -------------- |
| 18. Aug. 2013 | Tim Reed -2-   | Tim Berkel    | Adam Gordon      | Gina Crawford | Lisa Marangon | Michelle Wu    |
| 19. Aug. 2012 | Tim Reed -1-   | Samuel Betten | Matt White       | Lisa Marangon | Sarah Crowley | Kristy Hallett |
| 14. Aug. 2011 | Ollie Whistler | Matt White    | Richard Thompson | Michelle Wu   | Lisa Marangon | Kristy Hallett |

### Capricorn Half
| Datum/Jahr    | Männer             | Männer            | Männer          | Frauen           | Frauen         | Frauen        |
| Datum/Jahr    | Erster Platz       | Zweiter Platz     | Dritter Platz   | Erster Platz     | Zweiter Platz  | Dritter Platz |
| ------------- | ------------------ | ----------------- | --------------- | ---------------- | -------------- | ------------- |
| 2010          | Peter Schokman -2- | Adam Fitzyakerley | Luke Harrison   | Carrie Lester    | Michelle Wu    | Lisa Marangon |
| 2009          |                    |                   |                 | Lisa Marangon    | Nicole Ward    | Carrie Lester |
| 17. Aug. 2008 | Matt White         | Tim Berkel        | Tim Reed        | Rebekah Keat -3- | Kate Bevilaqua | Lisa Marangon |
| 19. Aug. 2007 | Peter Schokman -1- | Josh Rix          | Peter Loveridge | Rebekah Keat -2- | Elly Franks    | Nicole Ward   |
| 14. Aug. 2005 | Leon Griffin       | Cameron Watt      | Mathew Tippett  | Marion Hermitage | Belinda Soszyn | Greer Sansom  |
| 15. Aug. 2004 | Nick Saunders      | Matt Stephens     | Philip Dove     | Rebekah Keat -1- | Nikki Edgyed   | Natalie Wood  |